# Jamie Leweling
Jamie Leweling, né le 26 février 2001 à Nuremberg en Allemagne, est un footballeur international allemand qui évolue au poste d'ailier droit à VfB Stuttgart.

## Biographie

### Greuther Fürth
Né à Nuremberg en Allemagne, Jamie Leweling passe une grande partie de sa formation dans le club de sa ville natale, le FC Nuremberg, avant de la poursuivre à Greuther Fürth. 
Leweling joue son premier match en professionnel le 28 juillet 2019 face au FC Erzgebirge Aue, lors d'une rencontre de championnat. Il entre en jeu à la place de Tobias Mohr lors de cette rencontre perdue par son équipe (0-2). Le 7 décembre 2019, Jamie Leweling entre en jeu en cours de partie face au VfL Bochum, en championnat. Alors que le score est de un but partout, il délivre une passe décisive en faveur de Branimir Hrgota, avant d'inscrire son premier but en professionnel, permettant à son équipe de remporter le match sur le score de trois buts à un.
Leweling participe à la montée du club en première division, Greuther Fürth terminant deuxième du championnat en 2020-2021.

### Union Berlin
Lors de l'été 2022, Jamie Leweling rejoint l'Union Berlin. Le transfert est annoncé dès le 17 mai 2022, et il signe un contrat courant jusqu'en juin 2026.
Leweling joue son premier match sous ses nouvelles couleurs le 6 août 2022, lors de la première journée de la saison 2022-2023 de Bundesliga face au Hertha Berlin. Il entre en jeu à la place de Sheraldo Becker et son équipe s'impose par trois buts à un.

### VfB Stuttgart
Le 13 juillet 2023, Jamie Leweling rejoint le VfB Stuttgart sous la forme d'un prêt d'une saison, avec option d'achat.

### En équipe nationale
Avec l'équipe d'Allemagne des moins de 20 ans, Jamie Leweling se fait notamment remarquer en inscrivant un but lors de son premier match, le 3 septembre 2020, contre le Danemark (défaite 1-2 des jeunes allemands).
En octobre 2020, Jamie Leweling est appelé par Charles Akkonor, le sélectionneur de l'équipe nationale du Ghana. Le joueur refuse toutefois la convocation, espérant être un jour appelé avec la sélection allemande.
Le 14 octobre 2024, il honore sa première sélection en équipe d'Allemagne face aux Pays-Bas lors de la Ligue des nations. Il marque l'unique but du match à 64e minute de jeu, permettant à la Mannschaft de s'imposer 1-0

## Palmarès
- SpVgg Greuther Fürth
  - 2. Bundesliga
    - Vice-Champion en 2021

## Statistiques
| Saison                | Club                  | Championnat           | Championnat | Championnat | Championnat | Coupe(s) nationale(s) | Coupe(s) nationale(s) | Coupe(s) nationale(s) | Supercoupe | Supercoupe | Supercoupe | Compétition(s) continentale(s) | Compétition(s) continentale(s) | Compétition(s) continentale(s) | Compétition(s) continentale(s) | Total | Total | Total |
| Saison                | Club                  | Division              | M.          | B.          | P.d.        | M.                    | B.                    | P.d.                  | M.         | B.         | P.d.       | Comp.                          | M.                             | B.                             | P.d.                           | M.    | B.    | P.d.  |
| 2019-2020             | SpVgg Greuther Fürth  | 2.Bundesliga          | 22          | 3           | 1           | 1                     | 0                     | 0                     | -          | -          | -          | -                              | -                              | -                              | -                              | 23    | 3     | 1     |
| 2020-2021             | SpVgg Greuther Fürth  | 2.Bundesliga          | 24          | 1           | 1           | 3                     | 0                     | 0                     | -          | -          | -          | -                              | -                              | -                              | -                              | 27    | 1     | 1     |
| 2021-2022             | SpVgg Greuther Fürth  | Bundesliga            | 33          | 4           | 1           | 1                     | 0                     | 0                     | -          | -          | -          | -                              | -                              | -                              | -                              | 34    | 4     | 1     |
| Sous-total            | Sous-total            | Sous-total            | 79          | 8           | 3           | 5                     | 0                     | 0                     | -          | -          | --         | -                              | -                              | -                              | -                              | 84    | 8     | 3     |
| 2022-2023             | Union Berlin          | Bundesliga            | 16          | 1           | 1           | 2                     | 0                     | 0                     | -          | -          | -          | C3                             | 7                              | 0                              | 0                              | 25    | 1     | 1     |
| 2023-2024             | VfB Stuttgart (prêt)  | Bundesliga            | 34          | 4           | 4           | 4                     | 0                     | 0                     | -          | -          | -          | -                              | -                              | -                              | -                              | 38    | 4     | 4     |
| 2024-2025             | VfB Stuttgart (prêt)  | Bundesliga            | 27          | 2           | 4           | 4                     | 1                     | 0                     | 1          | 0          | 0          | C1                             | 5                              | 2                              | 1                              | 37    | 5     | 5     |
| Sous-total            | Sous-total            | Sous-total            | 61          | 6           | 8           | 8                     | 1                     | 0                     | 1          | 0          | 0          | -                              | 5                              | 2                              | 1                              | 75    | 9     | 9     |
| Total sur la carrière | Total sur la carrière | Total sur la carrière | 156         | 15          | 12          | 15                    | 1                     | 0                     | 1          | 0          | 0          | -                              | 12                             | 2                              | 1                              | 184   | 18    | 13    |

## En sélection nationale
| Saison                | Sélection             | Phases finales        | Phases finales | Phases finales | Phases finales | Éliminatoires | Éliminatoires | Éliminatoires | Ligue des Nations | Ligue des Nations | Ligue des Nations | Matchs amicaux | Matchs amicaux | Matchs amicaux | Total | Total | Total |
| Saison                | Sélection             | Compétition           | M              | B              | Pd             | M             | B             | Pd            | M                 | B                 | Pd                | M              | B              | Pd             | M     | B     | Pd    |
| --------------------- | --------------------- | --------------------- | -------------- | -------------- | -------------- | ------------- | ------------- | ------------- | ----------------- | ----------------- | ----------------- | -------------- | -------------- | -------------- | ----- | ----- | ----- |
| 2024-2025             | Allemagne             | -                     | -              | -              | -              | -             | -             | -             | 2                 | 1                 | 0                 | -              | -              | -              | 2     | 1     | 0     |
| Total sur la carrière | Total sur la carrière | Total sur la carrière | -              | -              | -              | -             | -             | -             | 2                 | 1                 | 0                 | -              | -              | -              | 2     | 1     | 0     |